# Uché Blackstock
Uché Blackstock es una médico de urgencias estadounidense y ex-profesora asociada de Medicina de Emergencias en la Facultad de Medicina de la Universidad de Nueva York. Es fundadora y directora ejecutiva de Advancing Health Equity, que tiene la misión principal de involucrarse con organizaciones médicas en torno al sesgo y el racismo en la atención médica, para movilizarse y erradicar inequidades racializadas en la salud. Durante la pandemia de COVID-19, Blackstock usó las redes sociales para compartir sus experiencias y preocupaciones de ella como médica que trabajaba en primera línea, y sobre las inequidades raciales en salud expuestas por la pandemia. Adicionalmente ha amplificado mensajes sobre las inequidades raciales en la salud durante la pandemia, apareciendo en medios como en Meet the Press, PBS NewsHour, Slate y Forbes, entre otros. Blackstock se convirtió en colaboradora de Yahoo! Noticias Medical en junio de 2020.

## Biografía y educación
Blackstock es originaria de Brooklyn. Creció en Crown Heights junto a su hermana gemela, Oni Blackstock. Su madre, Dale Gloria Blackstock, estudió medicina en la Universidad de Harvard y fue el primer miembro de su familia en asistir a la universidad. Durante su práctica, se especializó en nefrología y se desempeñó como presidenta de una organización para las médicas negras de Brooklyn. El padre de Blackstock, Earl, era contador. Blackstock y su hermana pasaron gran parte de su infancia con su madre en el hospital, o la vieron trabajar en programas comunitarios de salud en Brooklyn. Ambas se graduaron de Stuyvesant High School en 1995, y asistieron a la Facultad de Medicina y pregrado en la Universidad de Harvard, siguiendo los pasos de su madre en la medicina. Durante el segundo año de estudios de Blackstock, su madre enfermó de leucemia y murió en julio de 1997.
Durante su tiempo en la Universidad de Harvard, Blackstock también se interesó por el periodismo, escribiendo para The Harvard Crimson. Cuando Blackstock y su hermana se graduaron de la Escuela de Medicina de Harvard en 2005, se convirtieron en el primer legado de madre e hija negras en hacerlo. Después de graduarse, Blackstock completó su residencia en SUNY Downstate Medical Center, donde fue nombrada Jefa de Residentes y se especializó en medicina de emergencia. Luego se mudó a Mount Sinai Morningside para completar una beca de emergencia en ultrasonido en 2010.

## Carrera

### Medicina
En julio de 2010, Blackstock fue nombrada profesora asistente en la Facultad de Medicina de la Universidad de Nueva York, y adicionalmente ocupó un puesto como médica de emergencia. En ese momento, menos del dos por ciento de los médicos estadounidenses eran mujeres negras. Poco después, en 2012, fue nombrada Directora de Contenido de Ultrasonido en la universidad. En esta función, Blackstock desarrolló e implementó un plan de estudios longitudinales de ultrasonido en el punto de atención para estudiantes de medicina. En octubre de 2017, Blackstock fue nombrada Directora de la Facultad de Reclutamiento, Retención e Inclusión en la Oficina de Asuntos de Diversidad de la Facultad de Medicina de la Universidad de Nueva York, donde fue responsable de desarrollar e implementar iniciativas de diversidad, equidad e inclusión para negros, latinos y Docentes indígenas de la universidad. Blackstock dejó la Facultad de Medicina de la Universidad de Nueva York en 2019 debido al entorno inhóspito para los aprendices y profesores negros. Escribió un artículo de opinión con más detalles en enero de 2020. Sus principales razones incluyeron un ambiente de trabajo tóxico, sexismo, racismo y negación de ascenso. Ella ha pedido a los centros médicos académicos que aprecien y rectifiquen mejor el impacto del racismo en la atención médica.

### Equidad en salud
Blackstock ha trabajado para llamar la atención sobre el racismo en la atención médica desde el comienzo de su carrera. La muerte de su madre, junto con las inequidades raciales en salud que Blackstock presenció como médica, fueron la inspiración para comenzar su propia organización. En marzo de 2018, Blackstock estableció Advancing Health Equity, una organización enfocada en abordar las inequidades raciales en salud. Ella cree que una fuerza laboral diversa, y en la que todos se sienten valorados y respetados, es esencial para una atención de buena calidad al paciente. Como parte de la organización, Blackstock facilita capacitaciones con organizaciones de atención médica sobre prejuicios inconscientes, racismo estructural y equidad en la salud y también brinda servicios de consultoría para ayudar a las organizaciones a lograr sus objetivos de equidad en la salud. Su organización ha trabajado con varios centros médicos académicos, sistemas de salud y empresas emergentes de tecnología de la salud. Entre estos están Salesforce, Northwestern Lurie Children's Hospital y Partners HealthCare System. En 2019, Forbes seleccionó a Blackstock como una de diez pioneros en diversidad e inclusión con los que debe familiarizarse.

### COVID-19
Blackstock trabaja actualmente a tiempo parcial en varios centros de atención de urgencia en Brooklyn. Los centros suelen tratar afecciones menores, pero durante la pandemia de COVID-19 en los Estados Unidos, Blackstock notó que los pacientes presentaban síntomas de la enfermedad por coronavirus. Ella usó las redes sociales para describir los desafíos para hacer las pruebas a sus pacientes, especialmente "cuando las celebridades se hacen las pruebas con facilidad y tiempos de respuesta rápidos". Expresó preocupación por cómo la pandemia de coronavirus afectaría a los pacientes negros. En una entrevista con Slate, Blackstock comentó: "Cuando escuché que los médicos en Italia tenían que racionar los respiradores y luego la posibilidad increíblemente probable de que sucediera aquí, lo primero que pensé fue que iban a morir muchas personas negras". Fue una de las primeras personas en llamar la atención sobre las posibles inequidades raciales en la salud que serían expuestas y amplificadas por la pandemia, y lo que los funcionarios federales, estatales y locales tendrían que hacer para mitigar la propagación del virus entre las poblaciones más vulnerables. A lo largo de la crisis, Blackstock ha aparecido en podcasts, radio y noticias digitales para transmitir información precisa sobre la pandemia de COVID-19. En junio de 2020, debido a sus apariciones en los medios y su reputación, Yahoo! Noticiascontactó a Blackstock para ser un colaborador médico de la red.

## Publicaciones y entrevistas
- Why Black doctors like me are leaving faculty positions in academic medical centers [Por qué los médicos negros como yo están dejando puestos de profesores en centros médicos académicos][17]
- What the COVID-19 Pandemic Means for Black Americans [Qué significa la pandemia de COVID-19 para los afroamericanos][32]
- ‘Black communities were essentially already sick before coronavirus’: Pandemic highlights preexisting condition with health care and race [Las comunidades negras ya estaban esencialmente enfermas antes del coronavirus: la pandemia destaca la condición preexistente con la atención médica y la raza][33]
- Community health workers are essential in this crisis. We need more of them [Los trabajadores comunitarios de la salud son esenciales en la crisis. Necesitamos más de ellos][34]

## Vida personal
Blackstock tiene dos hijos. Es popular como comunicadora de salud, y comparte sus experiencias como médica negra en Twitter. Su hermana gemela fraterna, Oni, es médica de atención primaria, investigadora y ex-comisionada adjunta de la Oficina de VIH de la ciudad de Nueva York.